# 香川県公安委員会
香川県公安委員会（かがわけんこうあんいいんかい）は、香川県警察を管理するため香川県知事所轄の下に設置される行政委員会である。3人の委員で構成される。所在地は高松市番町4丁目1番10号である。

## 委員
香川県は政令指定都市を包括しないため、3人の委員で構成される。
以下は2020年5月24日現在。
- 委員長
  - 泉雅文（四国旅客鉄道株式会社相談役）[2]
- 委員
  - 上枝康（弁護士）[2] - 委員長代理
  - 岡みゆき（元県立学校長）[2]

## 下部組織
- 香川県警察